# Woltz
Woltz är ett vattendrag i Luxemburg. Det ligger i den norra delen av landet, 50 kilometer norr om huvudstaden Luxemburg.
I omgivningarna runt Woltz växer i huvudsak blandskog. Runt Woltz är det ganska glesbefolkat, med 42 invånare per kvadratkilometer.